# Ejército Libre Iraquí
El Ejército Libre Iraquí (en árabe : الجيش العراقي الحر , Al-Jayš Al-'Irāqī Al-Ḥurr , FIA ) fue un grupo rebelde sunita formado en las provincias sunitas occidentales de Irak de mayoría de partidarios iraquíes de los rebeldes del Ejército Libre Sirio que luchan en la Guerra Civil Siria. El grupo tenía como objetivo derrocar al gobierno de Irak dominado por los chiitas, creyendo que ganarían apoyo en esto de Siria si los rebeldes tenían éxito en derrocar a Bashar al-Assad. Un portavoz de la lucha contra el terrorismo iraquí lo negó y dijo que el nombre simplemente está siendo utilizado por al-Qaeda en Irak para "atraer el apoyo de los sunitas iraquíes haciendo uso de la lucha que está ocurriendo en Siria".
Aparte de la provincia de Anbar, la FIA presuntamente tenía presencia en Faluya, a lo largo de la frontera siria cerca de la ciudad de Al-Qaim y en Mosul en el norte de Irak. Un comandante de reclutamiento del grupo le dijo a un reportero del periódico The Daily Star en el Líbano que el grupo se oponía tanto a Al-Qaeda en Irak como a sus oponentes en la milicia Sahwa . El mismo comandante afirmó que el grupo recibió apoyo financiero de extensiones tribales transfronterizas y simpatizantes sunitas en los estados del golfo Pérsico de Catar, Arabia Saudita y los Emiratos Árabes Unidos.
El 4 de febrero de 2013, Wathiq al-Batat del grupo militante chiita Hezbollah en Irak, anunció la formación del Ejército Mukhtar para luchar contra al-Qaeda y el Ejército Libre Iraquí. En agosto de 2014, el grupo se extinguió, después de una gran ofensiva del EIIL en el norte de Irak, y la actividad en sus sitios web cesó.

## Vínculos con al-Qaeda y los baazistas iraquíes
A pesar de que el grupo negó vínculos con Al Qaeda, el grupo había sido acusado de estar afiliado al grupo. Estas acusaciones de vínculos tanto con al-Qaeda como con los baazistas llevaron a una figura chií de Najaf asociada con la Coalición del Estado de Derecho a emitir una fatwa contra el suministro de armas al grupo.